# Ácido tri-hidroxibenzoico
Ácido tri-hidroxibenzoico (AO 1945: triidroxibenzóico) são os derivados do ácido benzoico por substituição de três hidrogênios ligados ao anel aromático por hidroxilas. Existem seis isômeros:
- Ácido 2,3,4-tri-hidroxibenzoico ou ácido pirogalolcarboxílico (CAS 610-02-6) [1]
- ÁCido 2,3,5-tri-hidroxibenzoico (CAS 33580-60-8) [2]
- Ácido 2,3,6-tri-hidroxibenzoico (CAS 16534-78-4) [3]
- Ácido 2,4,5-tri-hidroxibenzoico (CAS 610-90-2) [4]
- Ácido 2,4,6-tri-hidroxibenzoico ou ácido floroglucínico (CAS 83-30-7) [5]
- Ácido 3,4,5-tri-hidroxibenzoico ou ácido gálico (CAS 149-91-7) [6]

Ácido 2,4,6-tri-hidroxibenzoico ou ácido floroglucínico
Ácido 3,4,5-tri-hidroxibenzoico ou ácido gálico